# The Night Workers
The Night Workers è un film muto del 1917 diretto da J. Charles Haydon e prodotto dalla Essanay di Chicago.

## Trama
Dopo essere scappato dall'orfanotrofio, Clyde Manning trova un'occupazione come fattorino presso un giornale di provincia. Deve perciò lavorare di notte e, per affrontare i rigori delle lunghe ore notturne, si affida all'alcool, cominciando a bere. Alcuni anni dopo, Clyde è diventato un noto reporter, ma non ha abbandonato il vizio del bere. Si innamora di Ethel Carver, una giovane che è venuta a lavorare al giornale e che lo aiuta nei suoi problemi di alcolizzato. Ethel scopre anche che, da ragazzo, Clyde ha lavorato proprio al giornale di suo nonno.
Il vecchio Carver muore, lasciando il giornale in eredità alla nipote. Ethel convince allora Clyde a tornare con lei nella piccola cittadina affidando a lui la conduzione dell'azienda editoriale. Il nuovo lavoro e il suo rapporto che Ethel portano Clyde a guarire finalmente dalla sua dipendenza.

## Produzione
Il film fu prodotto dalla Essanay Film Manufacturing Company.

## Distribuzione
Distribuito dalla K-E-S-E Service, il film uscì nelle sale cinematografiche USA il 21 maggio 1917.